# آئورل گوگا
آئورل گوگا (رومانیایی: Aurel Guga; ۱۰ اوت ۱۸۹۸ – ۷ نوامبر ۱۹۳۶) بازیکن فوتبال اهل رومانی بود.

وی همچنین در تیم ملی فوتبال رومانی بازی کرده‌است.